# Baobab amoureux

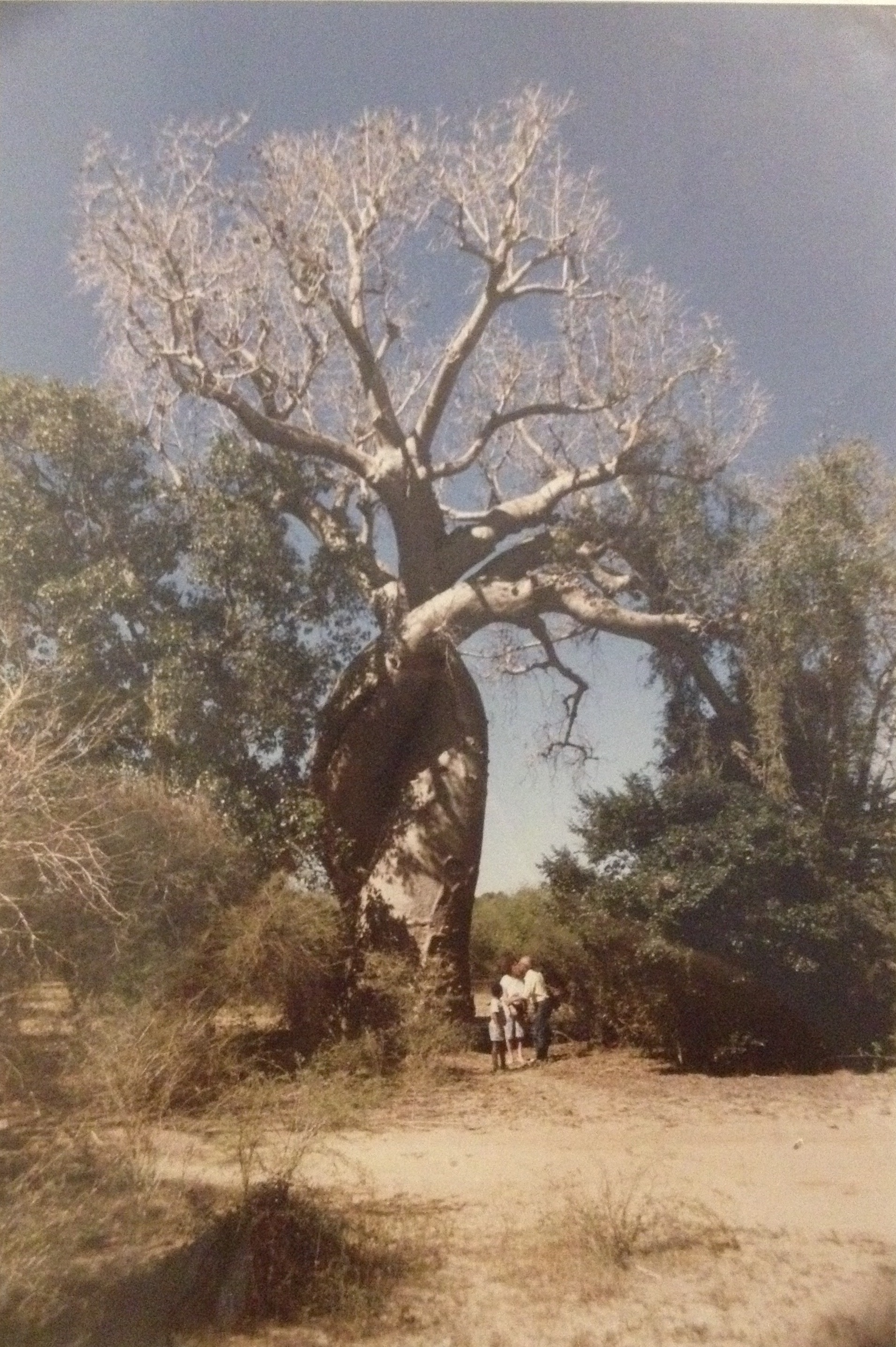
Baobab amoureux à Madagascar et couple s'embrassant à son pied.

Le baobab amoureux est un arbre remarquable. Il se trouve dans la région de Morondava à Madagascar. 

## Madagascar et ses baobabs
Le baobab amoureux appartient une espèce préservée, Adansonia fony ayant une grande longévité de 800 à 1 000 ans et pouvant atteindre 30 mètres de haut.
C'est l'une des six espèces baobabs, seulement présents dans la grande île : Adansonia grandidieri, Adansonia madagascariensis, Adansonia perrieri, Adansonia rubrostipa (Adansonia fony), Adansonia za, Adansonia suarezensi,.

## Particularité du « baobab amoureux »
Ce spécimen présente deux troncs entrelacés tels deux amoureux inséparables, d'où son appellation « Baobab amoureux ».
D'après le folklore local, ce baobab porterait chance aux couples qui viennent se promener dans l'allée des baobabs de Morondava. 
De nombreux touristes viennent à Madagascar pour pouvoir observer ce phénomène.